# Coca-Cola Light
Coca Cola Light, наричана още Diet Coke е нискокалорична, безалкохолна напитка несъдържаща захар, запазена марка на американската компания Coca-Cola Company.
Coca-Cola Light е създадена през 1982 година и е първият нов продукт, произведен от компанията, от създаването ѝ през 1886 година.